# Joel Kinnaman
Joel Kinnaman, nome completo Charles Joel Nordström Kinnaman (Stoccolma, 25 novembre 1979), è un attore svedese con cittadinanza statunitense.
Attivo principalmente sul grande schermo, ha acquisito notorietà come protagonista nel film svedese Easy Money (2010) oltre che nei panni di Alex Murphy in RoboCop (2014) e di Rick Flag in Suicide Squad (2016) e in The Suicide Squad - Missione suicida (2021). Ha recitato inoltre in diverse serie televisive come The Killing, dove ha interpretato il detective Stephen Holder, House of Cards - Gli intrighi del potere, nei panni del governatore Will Conway, Hanna, nel ruolo di Erik Heller, For All Mankind e come protagonista della prima stagione di Altered Carbon.

## Biografia
Kinnaman è nato e cresciuto a Stoccolma. Sua madre, Bitte, una terapista, è una cittadina svedese. Suo padre, Steve Kinnaman (originariamente David Kinnaman), è un americano che è stato arruolato durante la guerra del Vietnam e ha disertato l'esercito dalla sua base a Bangkok. Kinnaman ha la cittadinanza svedese e americana. Il padre di Kinnaman, la cui famiglia proveniva dal Midwest americano, è di origine irlandese e scozzese, mentre la madre di Kinnaman è ebrea (di discendenza ebreo-ucraina). Ha cinque sorelle, una delle quali è l'attrice Melinda Kinnaman (la sua sorellastra).  Durante la sua infanzia, Kinnaman imparò due lingue: "parlavo inglese con mio padre e lo svedese con mia madre". Kinnaman trascorse un anno a Del Valle, in Texas, come studente di scambio alle superiori. Dopo il liceo, ha deciso di viaggiare in tutto il mondo. Per finanziare il viaggio, ha fatto vari lavori, come operaio in una fabbrica di birra e spazzino in Norvegia e come gestore di bar nelle Alpi francesi. Kinnaman viaggiò poi per due anni nel Sud-est asiatico e in Sud America.

## Carriera

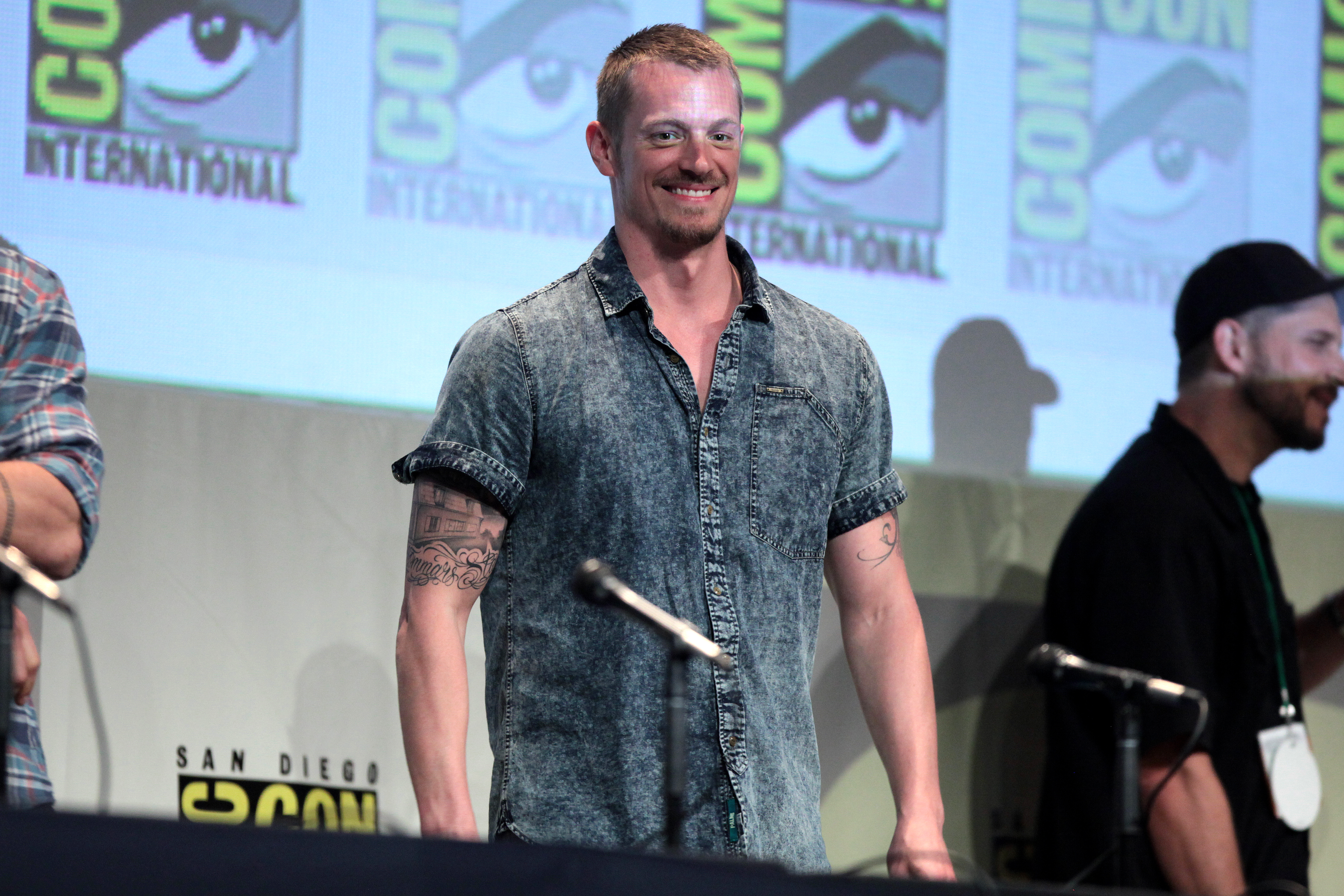
Joel a San Diego nel 2015 con il cast di Suicide Squad

Kinnaman ha iniziato la sua carriera di attore da bambino nel 1990, con un ruolo nella soap opera Storstad. Sua sorella maggiore usciva con uno dei direttori dello show e chiese a Kinnaman di fare un'audizione per una parte dello show. Dopo aver interpretato Felix Lundström in 22 episodi, si è allontanato dalla recitazione.
Kinnaman ha ricominciato la carriera di attore nel 2002. Mentre studiava alla scuola di recitazione, Kinnaman ha partecipato a diversi film come Hannah med H e God Save the King (svedese: Tjenare kungen). Si è laureato alla Malmö Theatre Academy nel 2007 e ha attirato l'attenzione dei media svedesi con il ruolo di Raskolnikov in un adattamento teatrale di Delitto e castigo. Kinnaman ha recitato in nove film svedesi in 14 mesi. Nel 2009, ha recitato nel film In Your Veins (in svedese: I skuggan av värmen) e ha interpretato il ruolo di un informatore della polizia in sei film della serie di film di Johan Falk. È stato scelto per il film Easy Money (uscito nel gennaio 2010), che gli ha portato l'attenzione principale in Svezia e da parte del mercato cinematografico internazionale e inoltre gli è valso un Guldbagge Award nella categoria Miglior attore.
Cercando di espandere la propria carriera, Kinnaman ha assunto un agente negli Stati Uniti.  Nella primavera del 2010 è stato annunciato che avrebbe fatto il suo debutto cinematografico internazionale nel thriller L'ora nera, che ha iniziato le riprese a Mosca nel giugno 2010 ed è stato rilasciato nel dicembre 2011.  A partire da aprile 2011, Kinnaman ha avuto un ruolo da protagonista come detective Stephen Holder nella serie televisiva AMC The Killing. Kinnaman era uno dei contendenti per i ruoli principali in Thor (2011)  e Mad Max: Fury Road (2015). Sebbene Kinnaman abbia affermato di essere desideroso di lavorare e di essere riconosciuto negli Stati Uniti, ha aggiunto: "Non sento assolutamente di dover assumere un ruolo che posso ottenere solo perché sono gli Stati Uniti. Qualcosa di interessante, sono ancora giovane nel mio talento artistico e devo osare fare le cose anche quando c'è il rischio di fallire ".

Nel 2012, Kinnaman si è ricongiunto con il regista di Easy Money Daniel Espinosa nel debutto a Hollywood di quest'ultimo, Safe House, e ha recitato nel film indipendente Lola Versus. Il 3 marzo 2012 è stato confermato che Kinnaman avrebbe interpretato il ruolo principale di Alex James Murphy / RoboCop nel remake del 1987 del RoboCop del 1987. Il film è uscito nel febbraio 2014. Nel 2015 è apparso nel dramma Knight of Cups e ha recitato nei thriller Run All Night e Child 44. Kinnaman ha interpretato Rick Flag Jr. nell'adattamento di Warner Bros. e DC Comics di Suicide Squad (2016), diretto da David Ayer. 

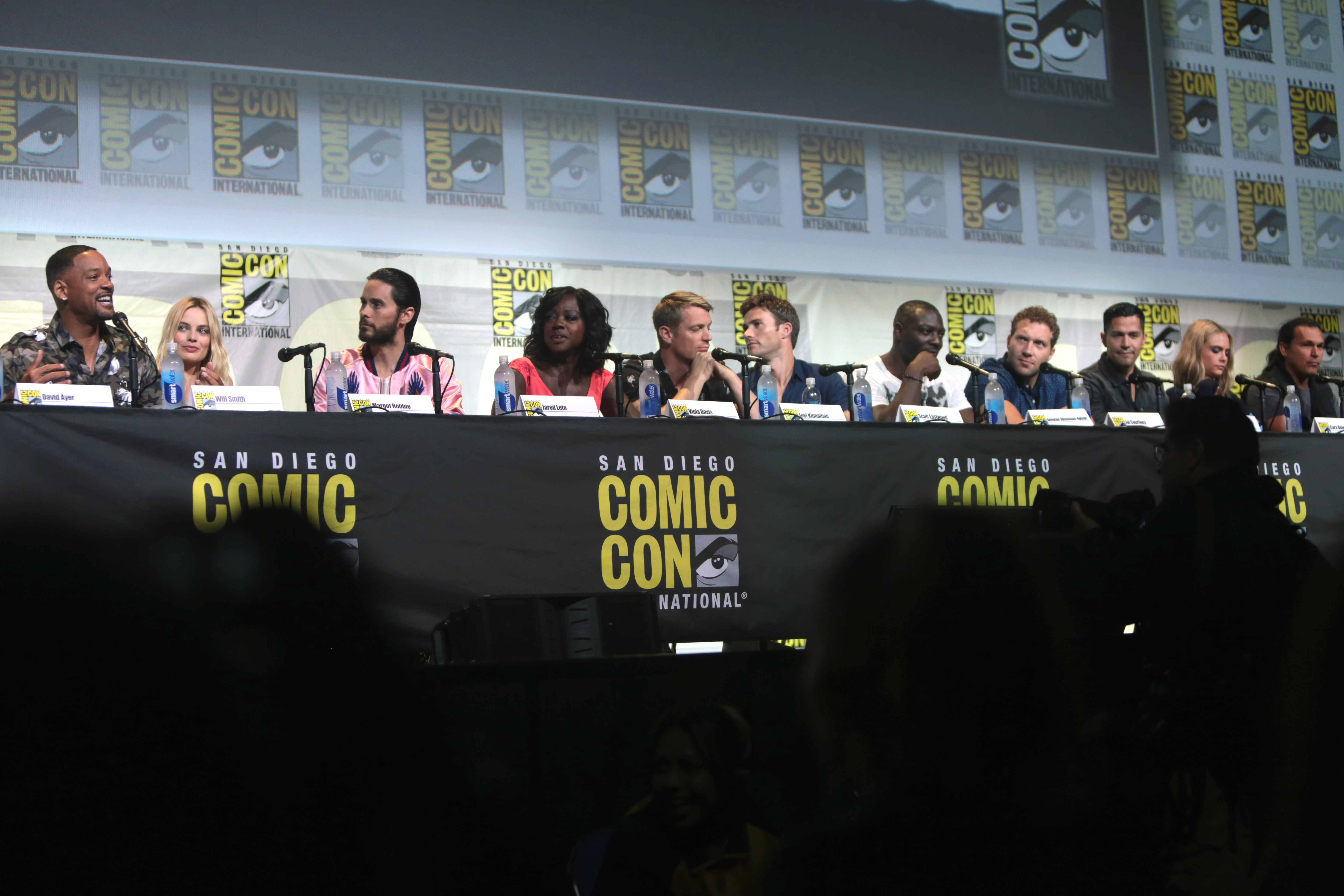
Joel con il cast di Suicide Squad nel 2015

Nel 2016, Kinnaman ha recitato nel film thriller indipendente Edge of Winter. È Elliot Baker, padre di due figli che porta i suoi bambini in un viaggio di tiro che va storto. Il film è stato pubblicato su richiesta il 27 luglio e in sale selezionate il 12 agosto. Kinnaman è stato scelto come protagonista Takeshi Kovacs in Altered Carbon su Netflix, un adattamento di Richard Morgan sul romanzo di fantascienza; la serie ha debuttato il 2 febbraio 2018. L'8 febbraio 2018 è stato annunciato che l'attore è stato scelto per il ruolo di Erik nella serie Amazon Hanna, un adattamento del film d'azione del 2011 con lo stesso titolo.
Nell'agosto 2018, Kinnaman è stato scelto come Edward Baldwin nella serie di Ronald D. Moore, For All Mankind, che sarà disponibile come parte della programmazione originale sul prossimo servizio di streaming di Apple.
Kinnaman reciterà nel film thriller di Andrea Di Stefano, The Informer, nel dramma criminale di Jérémie Guez, The Sound of Philadelphia e nel thriller postbellico di Yuval Adler, The Secrets We Keep. Nel 2023 prende parte al film Silent Night - Il silenzio della vendetta.

## Vita privata
A metà 2014, Kinnaman ha iniziato a frequentare la tatuatrice svedese Cleo Wattenström. Nell'aprile 2016, Kinnaman rivelò che lui e Wattenström si erano sposati. Si sono separati nel 2018.
Dal 2019 frequenta la modella svedese-australiana Kelly Gale.

## Filmografia

### Cinema
- Den osynlige, regia di Joel Bergvall e Simon Sandquist (2002)
- Hannah med H, regia di Christina Olofson (2003)
- Tjenare kungen, regia di Ulf Malmros (2005)
- Storm, regia di Måns Mårlind e Björn Stein (2005)
- Arn - Riket vid vägens slut, regia di Peter Flinth (2008)
- I skuggan av värmen, regia di Beata Gårdeler (2009)
- Johan Falk - De Fredlösa, regia di Daniel Lind Lagerlöf (2009)
- Johan Falk - Operation Näktergal, regia di Daniel Lind Lagerlöf (2009)
- Johan Falk - Leo Gaut, regia di Richard Holm (2009)
- Johan Falk - National Target, regia di Richard Holm (2009)
- Johan Falk - Vapenbröder, regia di Anders Nilsson (2009)
- Johan Falk - Gruppen för särskilda insatser, regia di Anders Nilsson (2009)
- Simon & Malou, regia di Theis Mølstrøm Christensen (2009)
- Snabba Cash, regia di Daniel Espinosa (2010)
- L'ora nera (The Darkest Hour), regia di Chris Gorak (2011)
- Millennium - Uomini che odiano le donne (The Girl with the Dragon Tattoo), regia di David Fincher (2011)
- Safe House - Nessuno è al sicuro (Safe House), regia di Daniel Espinosa (2012)
- Lola Versus, regia di Daryl Vein (2012)
- Snabba Cash II, regia di Babak Najafi (2012)
- Snabba Cash - Livet Deluxe, regia di Jens Jønsson (2013)
- RoboCop, regia di José Padilha (2014)
- Knight of Cups, regia di Terrence Malick (2015)
- Run All Night - Una notte per sopravvivere (Run All Night), regia di Jaume Collet-Serra (2015)
- Child 44 - Il bambino n. 44 (Child 44), regia di Daniel Espinosa (2015)
- Suicide Squad, regia di David Ayer (2016)
- Il volto della verità (Edge of Winter), regia di Rob Connolly (2016)
- The Informer - Tre secondi per sopravvivere (The Informer), regia di Andrea Di Stefano (2019)
- The Sound of Philadelphia, regia di Jérémie Guez (2020)
- The Secret - Le verità nascoste (The Secrets We Keep), regia di Yuval Adler (2020)
- Fratelli di Sangue (Brothers by Blood), regia di Jérémie Guez (2020)
- The Suicide Squad - Missione suicida (The Suicide Squad), regia di James Gunn (2021)
- Silent Night - Il silenzio della vendetta (Silent Night), regia di John Woo (2023)

### Televisione
- Andra Avenyn – serie TV, 2 episodi (2008)
- 183 dagar – serie TV, 3 episodi (2009)
- The Killing – serie TV, 44 episodi (2011-2014)
- House of Cards - Gli intrighi del potere (House of Cards) – serie TV, 15 episodi (2016-2017)
- Altered Carbon – serie TV, 10 episodi (2018)
- Hanna – serie TV, 8 episodi (2019)
- For All Mankind – serie TV, (2019-in corso)
- In Treatment – serie TV, 7 episodi (2021)
- Peacemaker - serie TV, immagini d'archivio (2022-2025)

## Doppiatori italiani
Nelle versioni in italiano delle opere in cui ha recitato, Joel Kinnaman è stato doppiato da:
- Gianfranco Miranda in RoboCop, Run All Night - Una notte per sopravvivere
- Andrea Mete in Altered Carbon, The Informer - Tre secondi per sopravvivere
- Marco Foschi in Suicide Squad, The Suicide Squad - Missione suicida, Peacemaker
- Andrea Lavagnino in Safe House - Nessuno è al sicuro, The Secret - Le verità nascoste
- Simone D'Andrea in For All Mankind, In Treatment
- Alessio Cigliano in Child 44 - Il bambino numero 44
- Riccardo Rossi ne Il volto della verità
- Edoardo Stoppacciaro in L'ora nera
- David Chevalier in Lola Versus
- Fabio Boccanera in The Killing
- Alessandro Budroni in Hanna
- Massimiliano Manfredi in House of Cards - Gli intrighi del potere
- Alessandro Parise in Silent Night - Il silenzio della vendetta